# Bitti
Bitti é uma comuna italiana da região da Sardenha, província de Nuoro, com cerca de 3487 habitantes. Estende-se por uma área de 215 km², tendo uma densidade populacional de 16 hab/km². Faz fronteira com Alà dei Sardi (SS), Buddusò (SS), Lodè, Lula, Nule (SS), Onani, Orune, Osidda, Padru (SS).

## Historia
As origens da comuna remontam à pré-história. No entanto, o primeiro núcleo urbano foi estabelecido apenas no tempo dos romanos.
É mencionado em 1170 como Bitthe. Durante a Idade Média era capital da Barbagia de Bitti pertencente à província da Gallura e depois, no século XIV, torna-se parte do julgado de Arborea e da queda do marquês de Oristano (1478), passa para Aragão. De 1577 a 1588 teve como governador o sassarès Antonio Canopolo, um dos mais famosos prelados da Sardenha. Em 1617 foi incorporada no marquêsado de Orani, feudo dos De Silva e, em seguida, dos Fadriguez Fernandez, até que a supressão do sistema feudal (1839).
O território municipal foi ampliado em 1874, quando absorbiu o município vizinho de Gorofai.

## Pessoas notáveis
- Gianuário Carta, (1931-2017) politico e ministro da Democracia Cristã

## Demografia
| Variação demográfica do município entre 1861 e 2011                               |
|                                                                                   |
| Fonte: Istituto Nazionale di Statistica (ISTAT) - Elaboração gráfica da Wikipedia |